# کاس کاب (کنتیکت)
کاس کاب (به انگلیسی: Cos Cob) یک منطقهٔ مسکونی در ایالات متحده آمریکا است که در شهرستان فیرفیلد، کنتیکت واقع شده‌است. کاس کاب ۶٬۷۷۰ نفر جمعیت دارد.